# باغ یعقوب
باغ یعقوب یا (باغ یاقوت) نام یکی از خوش آب و هوا ترین و حاصلخیز ترین نقاط از استان آذربایجان شرقی است که در دهستان میدان‌چای بخش مرکزی شهرستان تبریز در نزدیکی شهرک تازه تاسیس خاوران واقع شده‌است.این روستا ۵۱۵ نفر جمعیت دارد.

## وجه تسمیه
علت نام گذاری آن به باغ یعقوب این است که در ابتدا این بخش از تبریز باغ یاقوت نام داشت ولی متاسفانه در گویش زبان مردم این ناحیه آن کلمه زیبا به مرور زمان کلمه (بایاب) یا همان باغ یعقوب که امروزه گفته میشود تغییر پیدا میکند مثل همان اتفاقی که به مرور زمان برای کلمه تبریز می افتد و نام آن تغییر میکند نام اینجا هم همین بلا به سرش می آید! پس درست این است که همان باغ یاقوت نام برده شود و لیکن در تمام تابلو های موجود از آن به باغ یعقوب نام برده میشود.